# Bibliographie sur Le Touquet-Paris-Plage
La bibliographie sur Le Touquet-Paris-Plage est la liste d'ouvrages de référence relatifs à la commune du Touquet-Paris-Plage, commune française de la région Hauts-de-France.

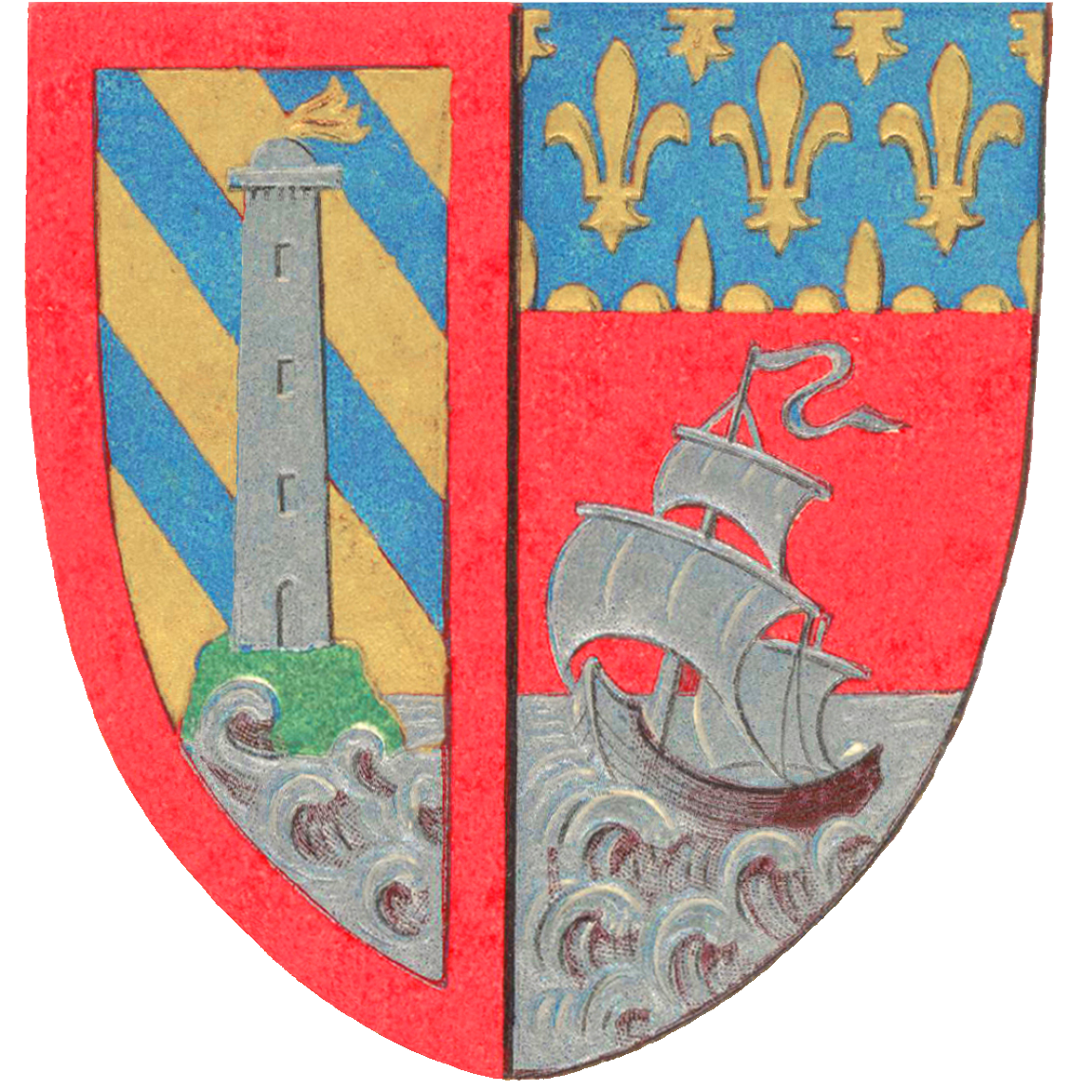
Blason du Touquet-Paris-Plage.

## Liste d'ouvrages

### Par auteur
- Daniel Boivin, Échos et Images du golf du Touquet-Paris-Plage[1],[2],[3]
- Martine et Daniel Boivin, Édith et Yves de Geeter, Paris-Plage, la Société académique, 1982[1]
- Martine et Daniel Boivin, Édith et Yves de Geeter, Paris-Plage en cartes postales anciennes, 1987[3]
- Édouard Champion, Les phares du Touquet au siècle dernier, éditions C. Delambre, 1909[1]
- J. Chauvet, C. Béal et F. Holuigue, Le Touquet-Paris-Plage à l'aube de son nouveau siècle 1882-1982, Éditions Flandres-Artois-Côte d'Opale, 1982[3]
- Romie Christie, See you in Le Touquet: A Memoir of War and Destiny, 2024, Edited by Deana Driver
- Patricia Crespo, Les Touquettois racontent[1],[4],[3]
- Patricia Crespo, Les Noms de nos villas racontent..., avril 1993,  (ISBN 2-95075-710-3)[3]
- Patrice Deparpe, Le Touquet, le Paradis des Sports, 1998[3]
- Patrice Deparpe, L'art du sport, 100 ans de pratiques sportives au Touquet-Paris-Plage, plaquette éditée par le musée[2],[3]
- Patrick Flahaut, Les années sombres du Touquet-Paris-Plage, Éditions Arthémuse, 2010  (ISBN 2-91256-333-X)[3]
- Patrick Flahaut et Philippe Holl, Le Touquet-Paris-Plage durant la Seconde Guerre mondiale, 2007[3]
- Maurice Garet, Petit résumé de l'histoire de Paris-Plage, éditions C. Delambre, 1935[1]
- Édith et Yves de Geeter, Images du Touquet-Paris-Plage, 1987[1],[4],[3]
- Patrick Gonet et Patrick Flahaut, L'aéroport du Touquet-Paris-Plage 2007[3]
- Philippe Holl, Le Touquet-Paris-Plage, coll. « Mémoire en images », Éditions Alan Sutton, 2004  (ISBN 2-84910-021-8)[3]
- Fernand Holuigue, Histoires de... Paris-Plage (publication éditée en son hommage, après sa mort)[1],[2],[3]
- Studio Jany, Le Touquet-Paris-Plage, deuxième siècle, 2011[4]
- Richard Klein et photographies de Dominique Delaunay, Le Touquet-Paris-Plage, Institut français de l'architecture, éditions Norma, 167 p.
- Richard Klein, Le Touquet-Paris-Plage des années trente, 1994[3]
- Richard Klein, La Côte d'Opale des années 20 et 30, Institut français de l'architecture, éditions Norma, 1998[4],[2]
- Richard Klein, La Côte d'Opale des années 30. Le Touquet-Paris-Plage, Institut français de l'architecture, éditions Norma, 1994[4],[2]
- Édouard Lévêque, Paris-Plage Le Touquet, éditions C. Delambre, 1904[1]
- Édouard Lévêque, Les passe-temps, les promenades, les excursions de Paris-Plage, éditions C. Delambre, 1909[1]
- Édouard Lévêque, Petite histoire du Touquet et Paris-Plage, 186 p.[3]
- Édouard Lévêque, Histoire du Touquet et de Paris-Plage, Le Livre d'histoire, Paris, 1996, [lire en ligne]  (ISBN 2-84178-071-6) ou l'édition originale de 1905 Histoire de Paris-Plage et du Touquet souvenirs et impressions éditions Charles Delambre à Paris-Plage et à Montreuil sur Mer [lire en ligne]
- Édouard Lévêque, Les Disparus Biographies des fondateurs du Touquet-Paris-Plage et des principaux artisans de son développement édition Henry Imprimeur à Paris-Plage 1927[2]
- Pascal Maillet-Contoz, Le Touquet-Paris-Plage - Fiat Lux Fiat Urbs, 2009[4]
- R. Menuge-Wacrenier, La Côte d’Opale à la Belle Époque, Le Livre d'histoire[2]
- M. Merlot, A tire d'aile, Société académique du Boulonnais, 2001[1]
- Thierry Paradis, Le Touquet occupé en 1940 et 1944, 2008[3]
- Thierry Paradis, Le Touquet 1940-1944, livret en complément de l'ouvrage précédent, Association histoire Côte d'Opale, 2009  (ISBN 978-2-915767-14-8)
- Louis Quételart, Regards sur le Touquet, Imprimerie Henry[2]
- Louis Quételart, L'architecture au Touquet, 1931 et 2001[3]
- J.-P. Roger,  Monographies des villes et villages de France, éditions Le Livre d'histoire, 2002[1]
- Marie-Pierre Sensey-Tandeau, Du Touquet à Paris-Plage, le roman d'une ville, 2000, éditions Mad Cap  (ISBN 2-84393-028-6)[1],[3]
- Patrick Saudemont, Les couleurs du Touquet, 2002[3]
- Patrick Saudemont, Les 100 ans du Touquet-Paris-Plage, 1912-2012, Éditions Michel Lafon, octobre 2011,  (ISBN 978-2-74991-468-8)
- Anne Tomczak, Les années si folles de Paris-Plage, 2000, éditions La Voix du Nord,  (ISBN 2-84393-028-6)[1],[4],[3]
- M.-F. Robiou de La Tréhonnais, agronome, Le Touquet. Histoire d'une forêt, page 94 et 133, année 1875
- Philippe Valcq  (d), Quatre saisons au Touquet[3]
- Philippe Valcq, Le Diamant jaune[5]

### Ouvrages collectifs
- Anne Lefebvre et Olivier Liardet, « Louis Quételart et le phare de La Canche au Touquet », Le phare et l'architecture, no 24,‎ 2e semestre 2012 (lire en ligne, consulté le 1er août 2022).
- Édouard Lévêque et Benjamin Élie, La flore du Touquet et de Paris-Plage, Sous les auspices de la Société académique de Paris-Plage, Paul Klinscksieck, 1910, 224 p. (lire en ligne)
- Les Echos Mondains, années 1925 à 1932[1],[4]
- Vous êtes sur la route du Touquet : le paradis des sports, Musée du Touquet[1]
- L'architecture au Touquet, 1931, éditions M. Popinot
- 1912-2012, un siècle de lumières - L'Album du centenaire, fin 2012, réalisé par le service communication de la mairie, Éditions Henry
- Les Villas balnéaires au Touquet-Paris-Plage, tome 1, Les Éditions du Passe-temps, novembre 2011,  (ISBN 2-9517-5633-X)
- Les Villas balnéaires au Touquet-Paris-Plage, tome 2, Les Éditions du Passe-temps, octobre 2012,  (ISBN 2-95175-634-8)
- Les Villas balnéaires au Touquet-Paris-Plage, tome 3, Les Éditions du Passe-temps, novembre 2014,  (ISBN 2-9517-5636-4)
- Les Villas balnéaires au Touquet-Paris-Plage, tome 4, Les Éditions du Passe-temps, novembre 2021,  (ISBN 2-9517-5639-9)
- Si Paris-Plage m'était conté..., Éditions Auréoline, août 2006,  (ISBN 2-91512-319-5)
- La Construction moderne, 1920[4]
- Le Touquet Paris Plage s’affiche !, 180 affiches de 1882 à 2023, Les Éditions du Passe-temps, novembre 2023,  (ISBN 978-2-9586540-0-9)

### Guide-agenda, annuaire général et guide-annuaire
Le premier guide-agenda est publié en 1894 par Henry du Parc, guide dont il finance seul l'impression et l'édition, ce guide agenda est suivi à partir de 1909, année de parution, de l'annuaire général de Paris-Plage par Édouard Lévêque et Georges Térouanne, de plusieurs guides jusqu'au début de la Seconde Guerre mondiale.
- Guide-Agenda de Paris-plage, Henry Du Parc, 1894, non paginé (lire en ligne)
- Édouard Lévêque et Georges Térouanne, Annuaire général de Paris-Plage, Imprimerie L. et G. Delambre - Montreuil-sur-Mer, 1909, 173 p.[1]
- syndicat d’initiative et de développement du Touquet-Paris-Plage, Nouvel annuaire du Touquet-Paris-Plage, imprimerie de l’Avenir du Touquet-Paris-Plage, 1913, 225 p.
- Guide annuaire du Touquet-Paris-Plage, imprimerie du journal de Montreuil et de l’Avenir du Touquet-Paris-Plage, 1922
- Guide annuaire du Touquet-Paris-Plage, librairie Bonaventure, 58 rue de Paris, le Touquet-Paris-Plage, 1929-1930
- Guide annuaire du Touquet-Paris-Plage, librairie F. Bonaventure, 58 rue de Paris, le Touquet-Paris-Plage, 1932-1933
- Guide annuaire du Touquet-Paris-Plage, librairie F. Bonaventure, 58 rue de Paris, le Touquet-Paris-Plage, 1933-1934
- Guide annuaire du Touquet-Paris-Plage, librairie F. Bonaventure, 58 rue de Paris, le Touquet-Paris-Plage, 1937-1938
- Guide annuaire du Touquet-Paris-Plage, librairie F. Bonaventure, 58 rue de Paris, le Touquet-Paris-Plage, 1938-1939
- Guide annuaire du Touquet-Paris-Plage, Librairie F. Bonaventure, 58 rue de Paris au Touquet, 1939-1940

### Mémoires de la Société académique du Touquet-Paris-Plage
la Société académique de Paris-Plage puis la Société académique du Touquet-Paris-Plage ont publié de nombreux ouvrages, dont :
- Jean Descamps, Le Touquet-Paris-Plage pendant la guerre 1914-1918, Imprimerie Duvivier à Tourcoing, mai 2016,  (ISBN 978-2-36469-131-5)
- Le Touquet-Paris-Plage - 1912-2012 - Un siècle d'histoires, Éditions Henry, octobre 2011, 226 p.,  (ISBN 978-2-91769-893-8)
- Histoires de... Paris-Plage, Fernand Holuigue, (publication éditée en son hommage, après sa mort)

ainsi que de nombreux Mémoires reprenant les communications faites au sein de la Société ; leur contenu est détaillé dans l'article consacré à la société :
- Mémoires de la Société académique de Paris-Plage première année 1906, 1907
- Mémoires de la Société académique de Paris-Plage 1907, 1908
- Mémoires de la Société académique de Paris-Plage 1908, 1909
- Mémoires de la Société académique de Paris-Plage 1909, 1910
- Mémoires de la Société académique de Paris-Plage 1910, 1911
- Mémoires de la Société académique de Paris-Plage 1911, 1912
- Mémoires de la Société académique du Touquet-Paris-Plage 1912, 1913
- Mémoires de la Société académique du Touquet-Paris-Plage 1913, 1914
- Mémoires de la Société académique du Touquet-Paris-Plage 1914-1920, 1921
- Mémoires de la Société académique du Touquet-Paris-Plage 1921-1922, 1923
- Mémoires de la Société académique du Touquet-Paris-Plage 1923-1931, 1932
- Mémoires de la Société académique du Touquet-Paris-Plage 1932, 1933
- Mémoires de la Société académique du Touquet-Paris-Plage 1933-1934, 1935
- Mémoires de la Société académique du Touquet-Paris-Plage 1935-1936, 1937
- Mémoires de la Société académique du Touquet-Paris-Plage 1966-1970, 1971
- Mémoires de la Société académique du Touquet-Paris-Plage 1988-1990, 1993
- Mémoires de la Société académique du Touquet-Paris-Plage 1991, 1995
- Mémoires de la Société académique du Touquet-Paris-Plage 1992-1993, 1996
- Mémoires de la Société académique du Touquet-Paris-Plage 1993-1996, 1998
- Mémoires de la Société académique du Touquet-Paris-Plage 1997-1999, octobre 2003
- Mémoires de la Société académique du Touquet-Paris-Plage 2000-2002, 2009
- Mémoires de la Société académique du Touquet-Paris-Plage 2003-2006, 2009
- Mémoires de la Société académique du Touquet-Paris-Plage 2007-2010, 2012,  (ISSN 1273-6384)
- Mémoires de la Société académique du Touquet-Paris-Plage 2011-2013, 2014,  (ISSN 1273-6384)
- Mémoires de la Société académique du Touquet-Paris-Plage 2014-2016, 2017,  (ISSN 1273-6384)
- Mémoires de la Société académique du Touquet-Paris-Plage 2017-2019, 2020,  (ISSN 1273-6384)